# Tembong (Garawangi)
Tembong is een bestuurslaag in het regentschap Kuningan van de provincie West-Java, Indonesië. Tembong telt 1245 inwoners (volkstelling 2010).